# Diego Fernández de Córdoba

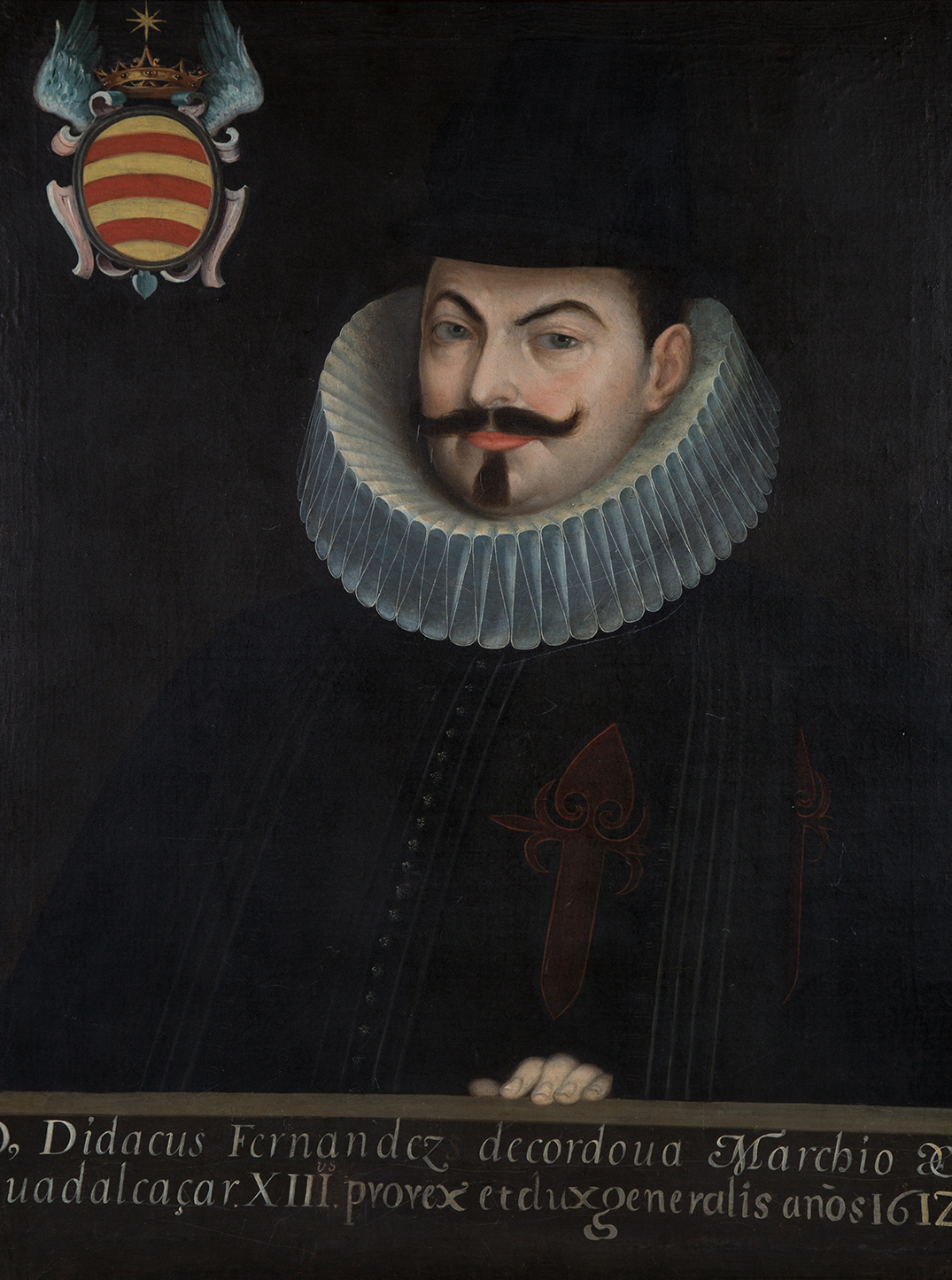
Diego Fernández de Córdoba.

Diego Fernández de Córdoba, I Marquês de Guadalcázar (Sevilha, 9 de fevereiro de 1578 - Guadalcázar, 6 de outubro de 1630) foi vice-rei da Nova Espanha, entre 18 de outubro de 1612 até 14 de março de 1621, e vice-rei do Peru, entre 25 de julho de 1622 e 14 de janeiro de 1629.

## Vice-rei da Nova Espanha
Fernández de Córdoba foi nomeado vice-rei da Nova Espanha por Filipe III. Durante os primeiros dias de seu mandato na Nova Espanha, mandou o capitão Diego Martínez de Hurdáiz para reprimir uma revolta dos Tehuecos em Sinaloa. Martínez de Hurdáiz foi bem sucedido após muitas batalhas. O vice-rei também fundou várias cidades, como Lerma (1613), Córdoba (1618) e Guadalcázar (1620). Córdoba, nomeada pelo vice-rei, foi fundada em parte para ajudar a derrotar os bandos de saqueadores negros escravos que atacavam as caravanas em trânsito entre Veracruz e a Cidade do México. Também concluiu a construção do Forte de São Diego de Acapulco.
Após dois anos suspensos, em 1616 os trabalhos do sistema de drenagem do Vale do México foram retomados. O Rei Filipe III escolheu o hidrógrafo holandês Adrián Boot para analisar a situação. Boot já havia construído um esquema semelhante na França. Viajou para a Cidade do México (com um salário de 100 ducados por mês), inspecionando os trabalhos já concluídos. Sua opinião era que o sistema serve para drenar os lagos, mas que poderia ter sido usado para desviar o Río Cuautitlán, a principal causa das inundações anuais. O engenheiro Enrico Martínez ofereceu-se para completar o desvio, com 300 homens e 100 000 pesos, mas o trabalho foi adiado até obter a aprovação do rei.
Em 16 de novembro de 1616 uma outra, particularmente sangrenta, insurreição indígena eclodiu, desta vez entre os Tepehuanes e tribos vizinhas no norte. A revolta foi liderada por um cacique que dizia ser o Filho do Sol e do Deus do Céu e da Terra. Os rebeldes mataram alguns missionários jesuítas e cerca de 200 espanhóis e mestizos de várias idades e ambos os sexos. O governador de Durango, com a ajuda enviada pelo vice-rei, formou uma milícia. Após três meses de intensos combates, os rebeldes foram derrotados.
Ainda em 1616 a seca causou a perda da colheita, provocando fome na Nova Espanha. Em 1620, um incêndio destruiu uma grande parte de Veracruz.
Fernández também melhorou o saneamento básico e o abastecimento de água da Cidade do México, completando o aqueduto que ligava a cidade de Chapultepec, em 1620. Este aqueduto era composto por 900 arcos. Estabeleceu um tribunal para compra, venda e tributação de mercúrio, que as minas da Nova Espanha começaram a produzir. Devido a esses trabalhos, recebeu o apelido de el Buen Virrey (o bom vice-rei).

## Vice-rei do Peru
No Peru, Fernández reformou o sistema fiscal e acabou com a rivalidade familiar que manchava de sangue o país. Ele também fortificou Lima contra ataques de piratas. Em 1629, entregou o cargo e voltou à Espanha, onde morreu no ano seguinte.